# Circoscrizione elettorale Venezia Giulia (Regno d'Italia)
La circoscrizione elettorale Venezia Giulia è stata una circoscrizione elettorale di lista del Regno d'Italia per l'elezione della Camera dei deputati.

## Storia
La circoscrizione fu creata con l'istituzione del collegio unico nazionale tramite regio decreto del 13 dicembre 1923, n. 2694.
Sulla base del censimento della popolazione del 1921, alla circoscrizione vennero assegnati 23 deputati (15 per la lista prevalente e 8 per le liste di minoranza) rispetto ai 25 stabiliti per le corrispondenti province fino alle elezioni del 1921.
La circoscrizione fu abolita con legge 15 febbraio 1925, n. 122.
| Legislature     | VIII | IX   | X    | XI   | XII  | XIII | XIV  | XV   | XVI  | XVII | XVIII | XIX  | XX   | XXI  | XXII | XXIII | XXIV | XXV  | XXVI | XXVII | XXVIII | XXIX | XXX  |
| --------------- | ---- | ---- | ---- | ---- | ---- | ---- | ---- | ---- | ---- | ---- | ----- | ---- | ---- | ---- | ---- | ----- | ---- | ---- | ---- | ----- | ------ | ---- | ---- |
| Elezioni        | 1861 | 1865 | 1867 | 1870 | 1874 | 1876 | 1880 | 1882 | 1886 | 1890 | 1892  | 1895 | 1897 | 1900 | 1904 | 1909  | 1913 | 1919 | 1921 | 1924  | 1929   | 1934 | 1939 |
| Deputati eletti |      |      |      |      |      |      |      |      |      |      |       |      |      |      |      |       |      |      |      | 23    |        |      |      |
|                 |      |      |      |      |      |      |      |      |      |      |       |      |      |      |      |       |      |      |      |       |        |      |      |
| Totale eletti   | 443  | 493  | 493  | 508  | 508  | 508  | 508  | 508  | 508  | 508  | 508   | 508  | 508  | 508  | 508  | 508   | 508  | 508  | 535  | 535   | 400    | 400  |      |
| Numero collegi  | 443  | 493  | 493  | 508  | 508  | 508  | 508  | 135  | 135  | 135  | 508   | 508  | 508  | 508  | 508  | 508   | 508  | 54   | 40   | 15    | 1      | 1    |      |

## Territorio
Comprendeva le province di Trieste, Udine, Pola e Zara e aveva come capoluogo Trieste.

## Dati elettorali
| Partito                            | Partito                            | Risultati 6 aprile 1924 | Risultati 6 aprile 1924 | Risultati 6 aprile 1924 | Seggi | Seggi |
| Partito                            | Partito                            | Voti                    | %                       | ±                       | Num   | ±     |
| ---------------------------------- | ---------------------------------- | ----------------------- | ----------------------- | ----------------------- | ----- | ----- |
|                                    | Nazionale                          | 161 826                 | 60,31                   | n.d.                    | 15    | n.d.  |
|                                    | Slavi e tedeschi                   | 29 847                  | 11,12                   | n.d.                    | 2     | n.d.  |
|                                    | Popolare                           | 22 198                  | 8,27                    | n.d.                    | 2     | n.d.  |
|                                    | Comunista                          | 20 765                  | 7,74                    | n.d.                    | 2     | n.d.  |
|                                    | Socialista unitario                | 13 145                  | 4,90                    | n.d.                    | 1     | n.d.  |
|                                    | Repubblicano                       | 9 784                   | 3,65                    | n.d.                    | 1     | n.d.  |
|                                    | Opposizione costituzionale         | 5 702                   | 2,13                    | n.d.                    | 0     | n.d.  |
|                                    | Socialista massimalista            | 5 058                   | 1,89                    | n.d.                    | 0     | n.d.  |
|                                    |                                    |                         |                         |                         |       |       |
| Iscritti                           | Iscritti                           | 469 272                 | 100,00                  |                         |       |       |
| ↳ Votanti (% su iscritti)          | ↳ Votanti (% su iscritti)          | 287 949                 | 61,36                   | n.d.                    |       |       |
| ↳ Voti validi (% su votanti)       | ↳ Voti validi (% su votanti)       | 268 325                 | 93,18                   |                         |       |       |
| ↳ Schede non valide (% su votanti) | ↳ Schede non valide (% su votanti) | 19 624                  | 6,82                    |                         |       |       |
| ↳ Astenuti (% su iscritti)         | ↳ Astenuti (% su iscritti)         | 181 323                 | 38,64                   |                         |       |       |

| Eletti | Eletti                    |  | Eletti               | Eletti |
| ------ | ------------------------- |  | -------------------- | ------ |
|        | Francesco Giunta          |  | Luigi Spezzotti      |        |
|        | Giovanni Floriano Banelli |  | Almerigo Ventrella   |        |
|        | Luigi Bilucaglia          |  | Francesco Marani     |        |
|        | Pier Arrigo Barnaba       |  | Giuseppe Wilfan      |        |
|        | Francesco Tullio          |  | Engelbert Besednjak  |        |
|        | Pier Silverio Leicht      |  | Luciano Fantoni      |        |
|        | Alessandro Dudan          |  | Annibale Gilardoni   |        |
|        | Giovanni Mrach            |  | Egidio Gennari       |        |
|        | Piero Pisenti             |  | Giuseppe Srebrnic    |        |
|        | Fulvio Suvich             |  | Giovanni Cosattini   |        |
|        | Arturo Ravazzolo          |  | Cipriano Facchinetti |        |
|        | Luigi Russo               |  |                      |        |